# Aspilota hypatiae
Aspilota hypatiae is een insect dat behoort tot de orde vliesvleugeligen (Hymenoptera) en de familie van de schildwespen (Braconidae). De wetenschappelijke naam van de soort werd voor het eerst geldig gepubliceerd door Kittel 2016.
Aspilota hypatiae Kittel is een nomen novum voor Aspilota parallela Fischer, 1976. Aspilota parallela was al in gebruik als Aspilota parallela Fischer, 1971. In 2016 heeft Kittel het voorstel gedaan voor de hernoeming naar Aspilota hypatiae
De soort is vernoemd naar Hypatia.